# Tommie Ekered
Tommie Ekered, född 1980 i Mullsjö, är en svensk jurist och politiker för Moderaterna. Han är sedan januari 2023 regionråd i Region Jönköpings län samt förste vice ordförande i regionstyrelsen.

## Biografi
Tommie Ekered har en juristexamen från Högskolan i Jönköping. Han är verksam i Region Jönköpings län, där han sedan januari 2023 är regionråd samt förste vice ordförande i regionstyrelsen. Ekered är även ordförande i Nämnden för trafik, infrastruktur och miljö. Han är ledamot i regionfullmäktige sedan 2022. Ekered är utbildad jurist vid Högskolan i Jönköping och har tidigare drivit Juristbyrån Ekered & Co AB. Utöver sina regionala uppdrag är han ledamot i kommunfullmäktige i Nässjö och sitter i förbundsstyrelsen för Moderaterna i Jönköpings län.  Ekered har profilerat sig inom frågor som rör regional infrastruktur, kollektivtrafik och miljöpolitik. Han har betonat vikten av långsiktig planering för att möta regionens växande transportbehov samt förbättra tillgängligheten på landsbygden. I miljö- och klimatfrågor förespråkar han teknologisk utveckling och marknadslösningar framför regleringar och förbud. Han har också lyft behovet av att skapa bättre förutsättningar för företagande och att effektivisera den offentliga sektorn i regionen.